# Luciano Romero
Luciano Romero (sinh ngày 28 tháng 8 năm 1993) là một cầu thủ bóng đá người Argentina.

## Sự nghiệp câu lạc bộ
Luciano Romero đã từng chơi cho Renofa Yamaguchi FC.